# Wowtsche (Sambir)
Wowtsche (ukrainisch Вовче; russisch Волчье Woltsche, polnisch Wołcze) ist ein Dorf in der westukrainischen Oblast Lwiw mit etwa 1800 Einwohnern.
Es war das einzige Dorf in der gleichnamigen Landratsgemeinde im Rajon Turka.
Am 12. Juni 2020 wurde die Landratsgemeinde aufgelöst und der Stadtgemeinde Turka unterstellt, das Dorf wurde zugleich dem Rajon Sambir unterstellt.

## Geschichte
Der Ort wurde im Jahre 1519 von Helio nach Gründungsprivileg vom Sigismund I. gegründet. Die Nachkommen des Helios wurden die Adelsfamilie Wołczański. Schon im 16. Jahrhundert wurde das Dorf in zwei Teile getrennt: ein oberes und ein niederes. Beide hatten eigene Orthodoxe Kirchen, die von Sigismund II. August im Jahre 1558 unterhalten wurden.
Bei der Ersten Teilung Polens kam Wowtsche 1772 zum neuen Königreich Galizien und Lodomerien des habsburgischen Kaiserreichs (ab 1804).
Im Zuge der Josephinischen Kolonisation wurde dort eine Gruppe der deutschen katholischen Kolonisten angesiedelt. Im Jahre 1900 wurde eine römisch-katholische Kapelle erbaut.
Im Jahre 1900 hatte die Gemeinde Wołcze 370 Häuser mit 2430 Einwohnern, davon 2301 ruthenischsprachige, 129 polnischsprachige, 2171 griechisch-katholische, 140 römisch-katholische, 119 Juden.
Nach dem Ende des Polnisch-Ukrainischen Kriegs 1919 kam Wowtsche zu Polen. Im Jahre 1921 hatte die Gemeinde 390 Häuser mit 2242 Einwohnern, davon 2006 Ruthenen, 236 Polen, 2015 griechisch-katholische, 141 römisch-katholische, 86 Juden (Religion).
Im Zweiten Weltkrieg gehörte es zuerst zur Sowjetunion und ab 1941 zum Generalgouvernement, ab 1945 wieder zur Sowjetunion, seit 1991 zur unabhängigen Ukraine.

## Sehenswürdigkeiten
- Orthodoxe Kirche aus Holz im unteren Teil des Dorfes, 1680 erbaut.
- Orthodoxe Kirche aus Holz im oberen Teil des Dorfes, 1890 erbaut.
- Ehemalige römisch-katholische Kapelle, 1900 erbaut, Filiale der Pfarrei in Turka.

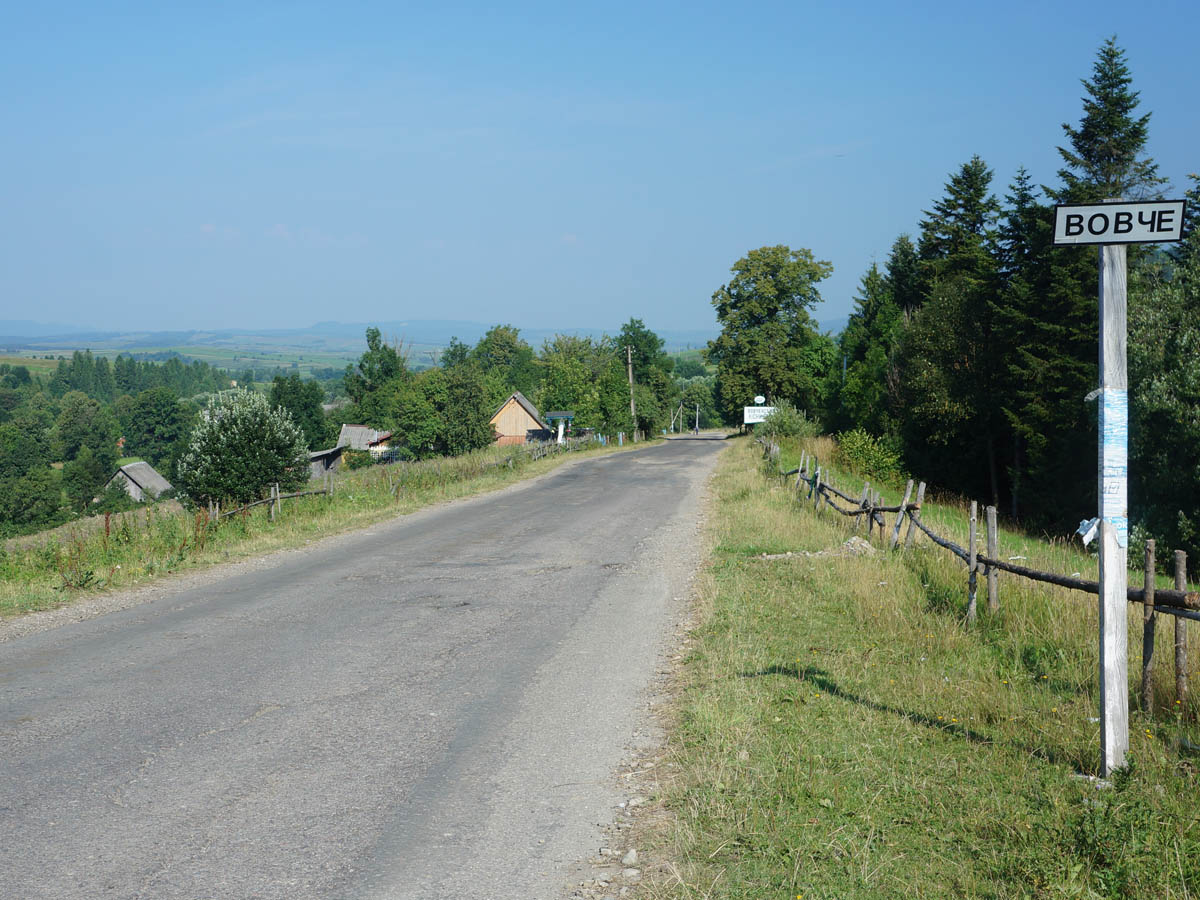
Wowtsche
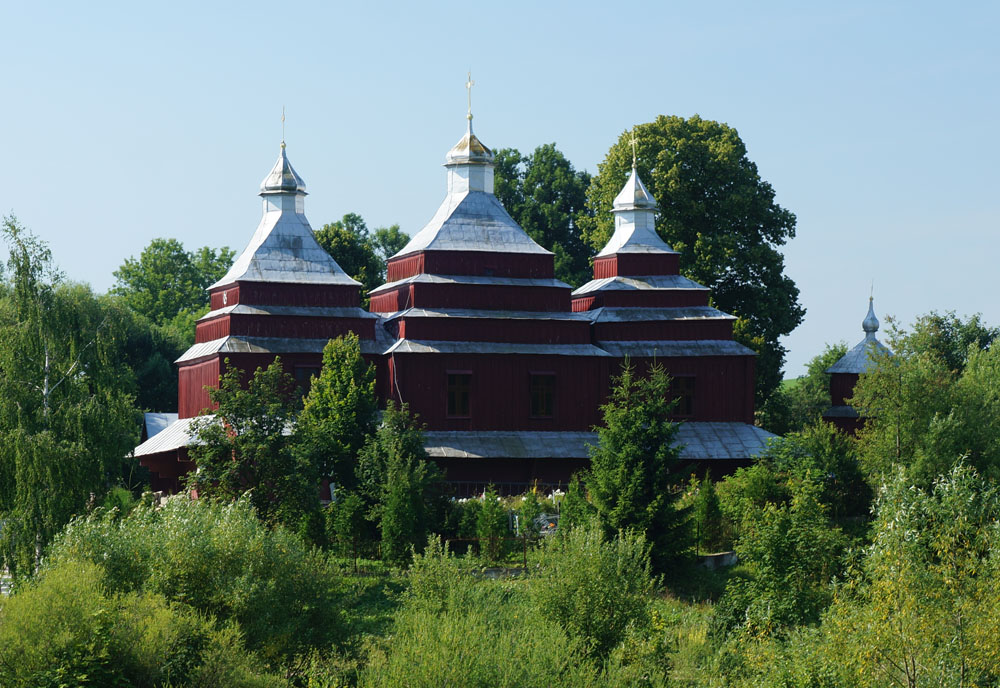
Orthodoxe Kirche
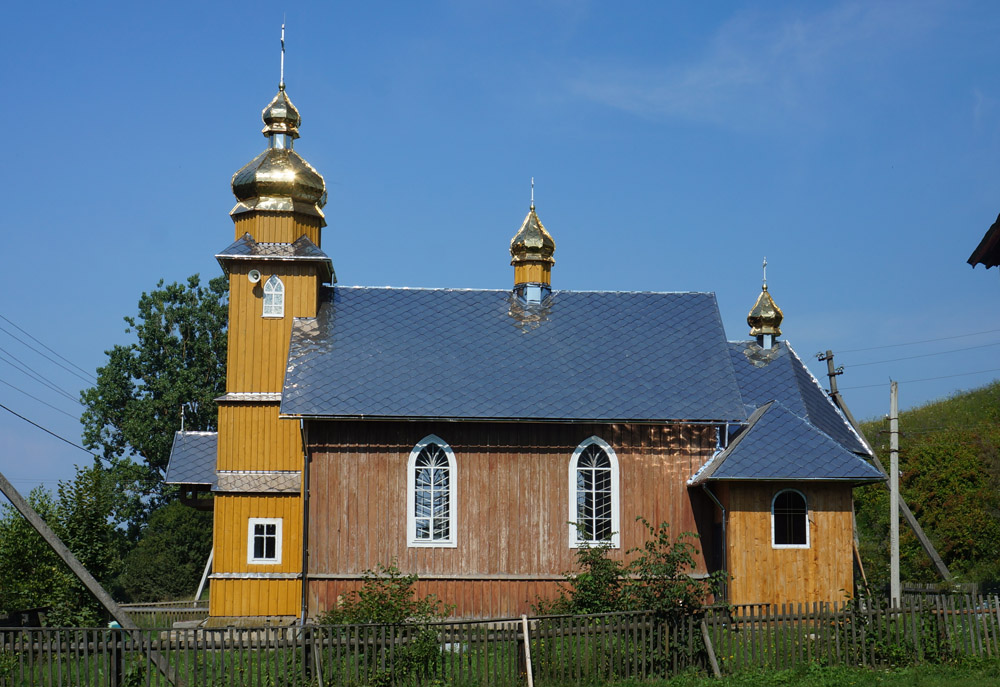
Ehemalige römisch-katholische Kapelle